# جهاز منزلي
الأجهزة المنزلية، هي آلات كهربائية تساعد في الوظائف المنزلية، مثل الطهي أو التنظيف أو حفظ الطعام.
يمكن تقسيم الأجهزة المنزلية إلى ثلاثة تصنيفات، تشمل الأجهزة الصغيرة أو الأجهزة الرئيسية أو ما يسمى بالسلع البيضاء والالكترونيات الاستهلاكية أو ما يُسمى السلع البُنية في المملكة المتحدة.
تعد الأجهزة المنزلية الصغيرة أو السلع الإلكترونية (المصنوعة من الصناديق الخشبية والباكليت) آلات محمولة أو شبه محمولة، غالبًا ما تُستخدم على الطاولات أو المناضد أو غيرها من المنصات لإنجاز الأعمال المنزلية. من أمثلة السلع الإلكترونية: التلفاز والأجهزة اللاسلكية وأفران المايكروويف وماكينات صنع القهوة وأجهزة الحاسوب. في المقابل، لا يمكن نقل الأجهزة المنزلية الرئيسية أو الأجهزة المنزلية المعمرة (المصنوعة من طبقات خارجية مطلية بالمينا) بسهولة، وهي عادة ما توضع على الأرض كذلك. تشمل الأجهزة الرئيسية غسالة الصحون والثلاجة والفرن والغسالة والمجفف والمكنسه.
ويعتبر معرض الإلكترونيات الاستهلاكية هو المكان الذي تعرض فيهِ الأجهزة التكنولوجية الأكثر ابتكارا منذ سنة 1967، من مسجل الفيديو «في أتش أس» أو مشغلات «دي في دي»، وصولا إلى أجهزة التلفاز عالية الدقة أو الأجهزة اللوحية أو الطابعات ثلاثية الأبعاد.
ولئن تميز عام 2019 بأكبر معرض تكنولوجي للمستهلكين في العالم من خلال عرض التلفاز أو الحاسوب الكمي للاستخدام التجاري أو اختراعات غريبة من قبيل السيارات ذات الأرجل الآلية، فقد تصدر الحدث هذه السنة تقنياتٌ على غرار الجيل الخامس والسيارات ذاتية القيادة والمساعدين الصوتيين.
تتطلب السلع البُنية عادة معرفة مهارات تقنية عالية (تزداد تعقيدًا بمرور الوقت، مثل الانتقال من مكواة لحام إلى محطة لحام تعمل بالهواء الساخن)، بينما قد تحتاج السلع البيضاء إلى مهارات عملية أكبر وقوة للتعامل مع الأجهزة والأدوات الثقيلة المطلوبة لإصلاحها.

## تعريف
نظرًا للاستخدام الواسع، يرتبط التطبيق المنزلي الملحق بـ «الأجهزة المنزلية» بتعريف الجهاز على أنه «أداة أو جهاز مصمم لاستخدام أو وظيفة معينة». وبشكل أكثر تحديدًا، يعرّف Collins English Dictionary «الأجهزة المنزلية» على أنها: «الأجهزة أو الآلات، الكهربائية عادة، الموجودة في منزلك والتي تستخدمها للقيام بمهام مثل التنظيف أو الطهي.» يسمح الاستخدام الواسع الذي يتضمنه التعريف، لأي جهاز مخصص للاستخدام المنزلي تقريبًا بأن يكون جهازًا منزليًا، بما في ذلك الأجهزة الإلكترونية الاستهلاكية بالإضافة إلى المواقد، والثلاجات، والمحامص وأجهزة تكييف الهواء.
تعد الأجهزة المنزلية وسائل راحة وتسهيل لحياة الإنسان اليومية فجميع الاجهزة المنزلية الصغيرة منها أم الكبيرة والمصنوعة من مختلف المواد الحديدية والخشبية وغيرها تسهل انجازات الكثير من الأعمال المنزلية وتختلف هذه الأجهزة من حيث المادة التي صنعت بها فمنها ما هو مصنوع من المواد الحديدية ومنها ما هو مصنوع من الصناديق الخشبية أو غيرها من مواد البلاستيك.
و كما تتنوع هذه الأجهزة من حيث الحجم والشكل وتصنف بالاجهزة المحمولة الصغيرة مثل أدوات المطبخ كخلاط وافران الستسخين أو شبه المحمولة مثل الأجهزة الكبيرة كالتلفاز والثلاجة وغيرها. لكن كل تلك الاجهزة تهدف إلى تقديم خدمة معينة للانسان وتعتبر وسيلة راحة ومتعة للافراد لذا فان الخدمة التي تقدمها هي من أهم ما يتوجب النظر اليه عند شراء الاجهزة المنزلية، فعند البدء بالشراء وانتقاء الاجهزة المنزلية يتفاوت مستوى الجودة في هذهِ الأجهزة والأسعار التي  تعرض بها في الاسواق والكفالة المرفقة لها وغالباً ما تقوم شراكات الأجهزة المنزلية بتقديم هذه الكفالات كجزء من خدمة الزبون لتشيج عمليات الشراء وتقدم خدمات الصيانة التي تعتبر الآن من الأمور الأساسية التي يجب أن تتوفر عند القيام بشراء الأجهزة.
وهناك تنافس كبير بين الشركات المتخصصة في مجال الأجهزة المنزلية حيث تقوم الشركات بتقديم أفضل العروض والخدمات للمشترين، كما وتتنافس في تقديم أحسن الكفالات واكثرها مدة لتشجيع الزبائن ولابراز ميزاتها عن باقي الشركات الأخرى في حين أن الأجهزة الكهربائية المنزلية هي إحدى مصادر التكنولوجيا والتطور الحديث فانه لابد من مراعاة نوع الشركة المصنعة لضمان أدائها وجودة الأجهزة ومدى كفائتها على مدى السنوات ولضمان خدمة الاجهزة التي تقوم بها من عن طريق الشركات المصنعة لها فهنالك الكثير من الشركات التي تشتهر بجودة صناعتها وكفائتها.

## التاريخ

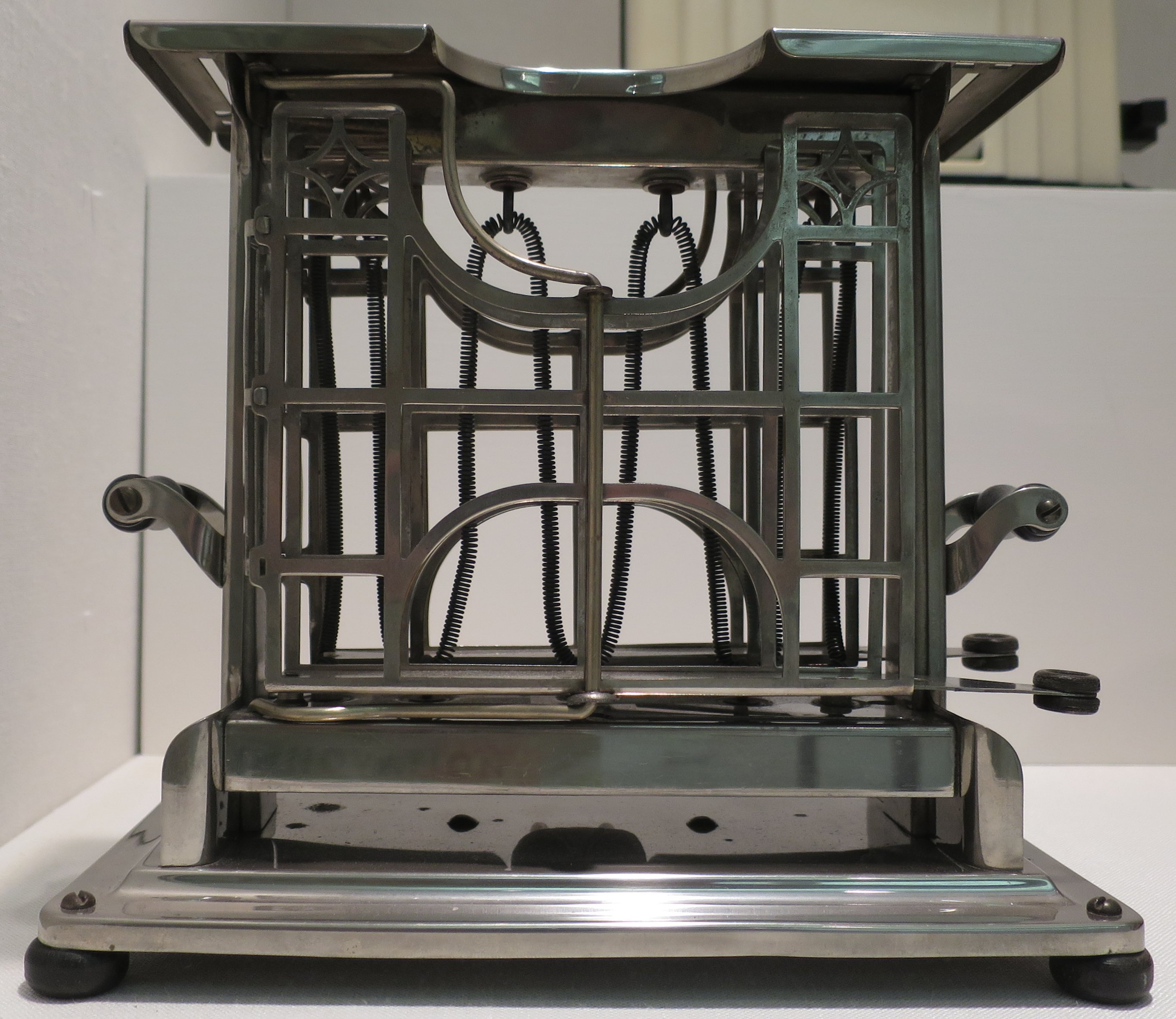
محمصة كهربائية في أوائل القرن العشرين

على الرغم من وجود العديد من الأجهزة لعدة قرون، إلا أن الأجهزة التي تعمل بالطاقة الكهربائية أو الغازية القائمة بذاتها هي ابتكار فريد ظهر في القرن العشرين. يرتبط تطوير هذه الأجهزة باختفاء الخدم المنزليين المتفرغين والرغبة في تقليل الأنشطة المستهلكة للوقت سعياً وراء المزيد من الوقت الترويحي. في أوائل القرن العشرين، شملت الأجهزة الكهربائية والغازية الغسالات وسخانات المياه والثلاجات والغلايات وآلات الخياطة. أعطى اختراع مكواة ملابس إيرل ريتشاردسون الصغيرة في عام 1903 دفعة أولية صغيرة لصناعة الأجهزة المنزلية. في التوسع الاقتصادي لما بعد الحرب العالمية الثانية، كان الاستخدام المحلي لغسالات الصحون ومجففات الملابس جزءًا من التحول للراحة. انعكس ارتفاع الدخل على انتشار الأجهزة المنزلية المتنوعة.
في أمريكا خلال عقد الثمانينات من القرن العشرين، أنتجت الصناعة ما قيمته 1.5 مليار دولار من البضائع كل عام ووظفت أكثر من 14000 عامل، حيث تضاعفت الإيرادات بين عامي 1982 و1990 إلى 3.3 مليار دولار. طوال هذه الفترة، اندمجت الشركات واستحوذت على بعضها البعض لخفض تكاليف البحث والإنتاج والقضاء على المنافسين، مما أدى إلى اصدار تشريع لمكافحة الاحتكار.
تقوم وزارة الطاقة بالولايات المتحدة بمراجعة الالتزام بالقانون الوطني للحفاظ على الطاقة للأجهزة عام 1987، والذي يتطلب من المصنعين تقليل استهلاك الطاقة للأجهزة بنسبة 25٪ كل خمس سنوات.
في عقد التسعينيات، دمجت صناعة الأجهزة بشكل كبير، حيث بيع أكثر من 90٪ من المنتجات بواسطة خمس شركات فقط. على سبيل المثال، في عام 1991، قسمت حصة سوق تصنيع غسالة الصحون بين جنرال إلكتريك بحصة سوقية تبلغ 40٪، وحصة ويرلبول بنسبة 31٪ من السوق، وإلكترولوكس بحصة سوقية بنسبة 20٪، وحصة مايتاغ بنسبة 7٪ من السوق، وثيرمادور بحصة 2٪ فقط من حصة السوق.

## الأجهزة الرئيسية

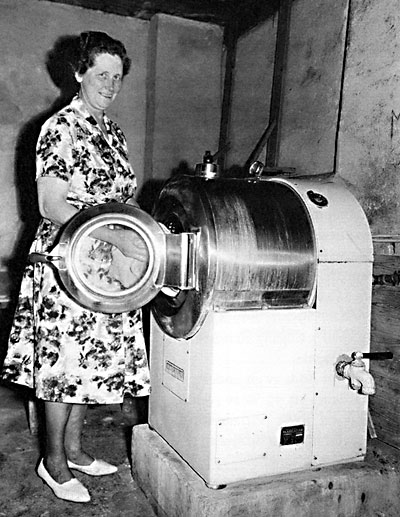
غسالة سويدية ، الخمسينيات

تشمل الأجهزة الرئيسية، المعروفة أيضًا باسم السلع البيضاء، الأجهزة المنزلية الرئيسية وقد تشمل: مكيفات الهواء،  غسالات الصحون،  مجففات الملابس، خزائن التجفيف، المجمدات، الثلاجات،  مواقد المطبخ، سخانات المياه،  الغسالات،  ضاغطات القمامة، أفران الميكروويف، وطباخات التحريض. كانت البضاعة البيضاء مطلية عادة أو بيضاء مصقولة، ولا يزال الكثير منها.

## الأجهزة الصغيرة
الأجهزة الصغيرة عادة ما تكون آلات كهربائية منزلية صغيرة، وهي أيضًا مفيدة جدًا ويمكن حملها وتركيبها بسهولة. وتستخدم فئة أخرى منها في المطبخ، بما في ذلك: عصارات، خلاطات كهربائية، مطاحن لحوم، مطاحن قهوة، مقالي عميقة،  مطاحن عشبية، معالجات طعام،  غلايات كهربائية، محمصة الوفل، وصانعات القهوة، والخلاطات  وخلاطات العجين، طباخات الأرز،  المحامص وأغطية العادم.

أجهزة الترفيه والمعلومات مثل: الإلكترونيات المنزلية،  الراديو، أجهزة التلفاز،  CD ، VCRs ومشغلات DVD ،  الكاميرات الرقمية، كاميرات الفيديو، الكاميرات الثابتة، الساعات، المنبهات، أجهزة الكمبيوتر، أجهزة ألعاب فيديو يتم تصنيف أجهزة HiFi والسينما المنزلية والهواتف وأجهزة الرد على أنها «سلع بنية». صنع جسم بعض هذه الأجهزة عادةً من الخشب الأصلي أو المقلد، ومن هنا جاءت تسميته (أجهزة بُنية)، وبالرغم من أن هذا أمرًا نادرًا ولكن الاسم ما زال مستخدما، حتى بالنسبة للسلع التي من غير المحتمل أن تكون قد صُنعت بجسم خشبي (مثل كاميرات الفيديو). 

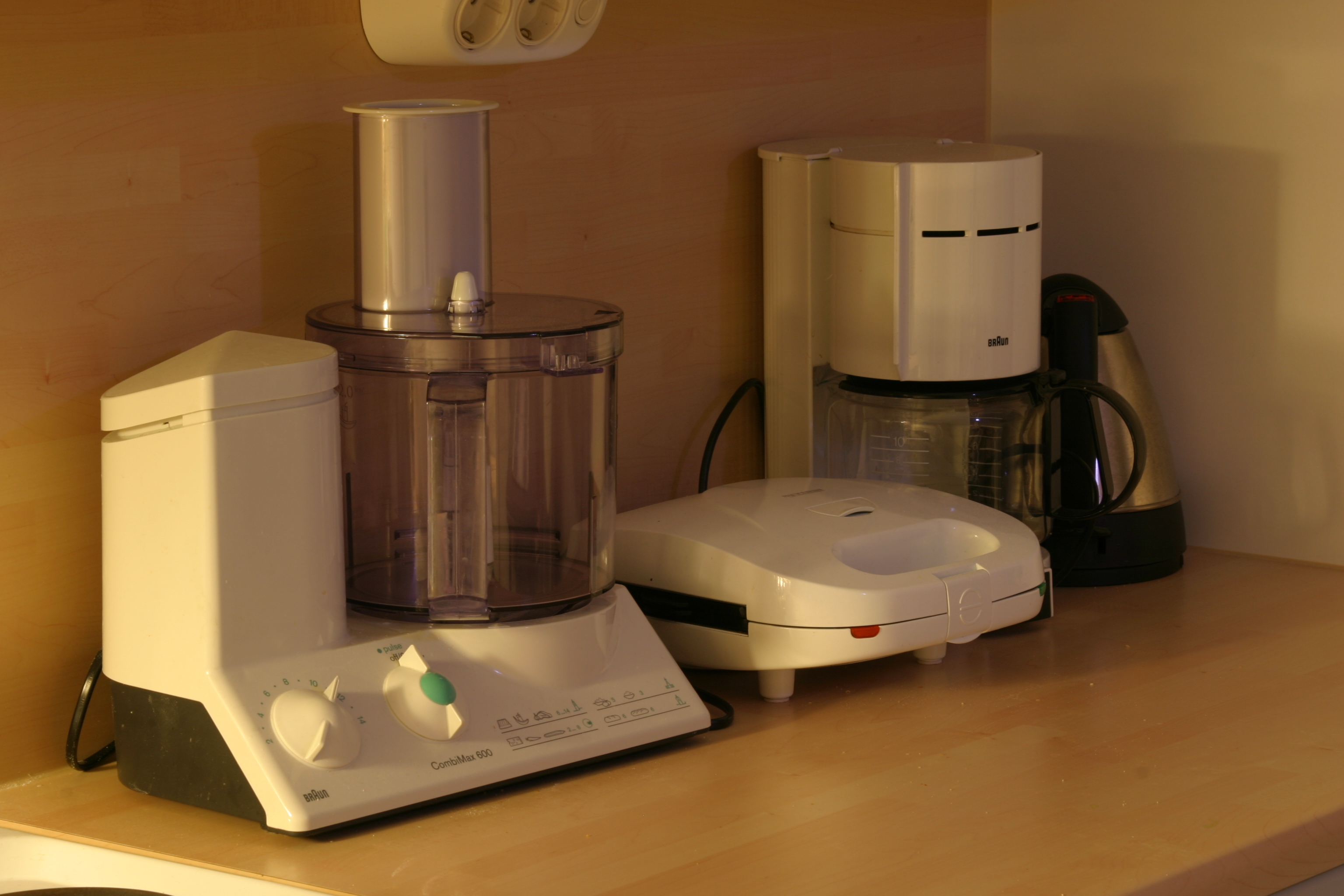
أجهزة المطبخ الصغيرة : معالج طعام ، صانعة الوافل ، وآلة لصنع القهوة ، وغلاية كهربائية
قسم الأجهزة الصغيرة في المتجر

## فترة حياة الأجهزة
انظر فترة حياة الأجهزة المنزلية

## شبكات الأجهزة المنزلية

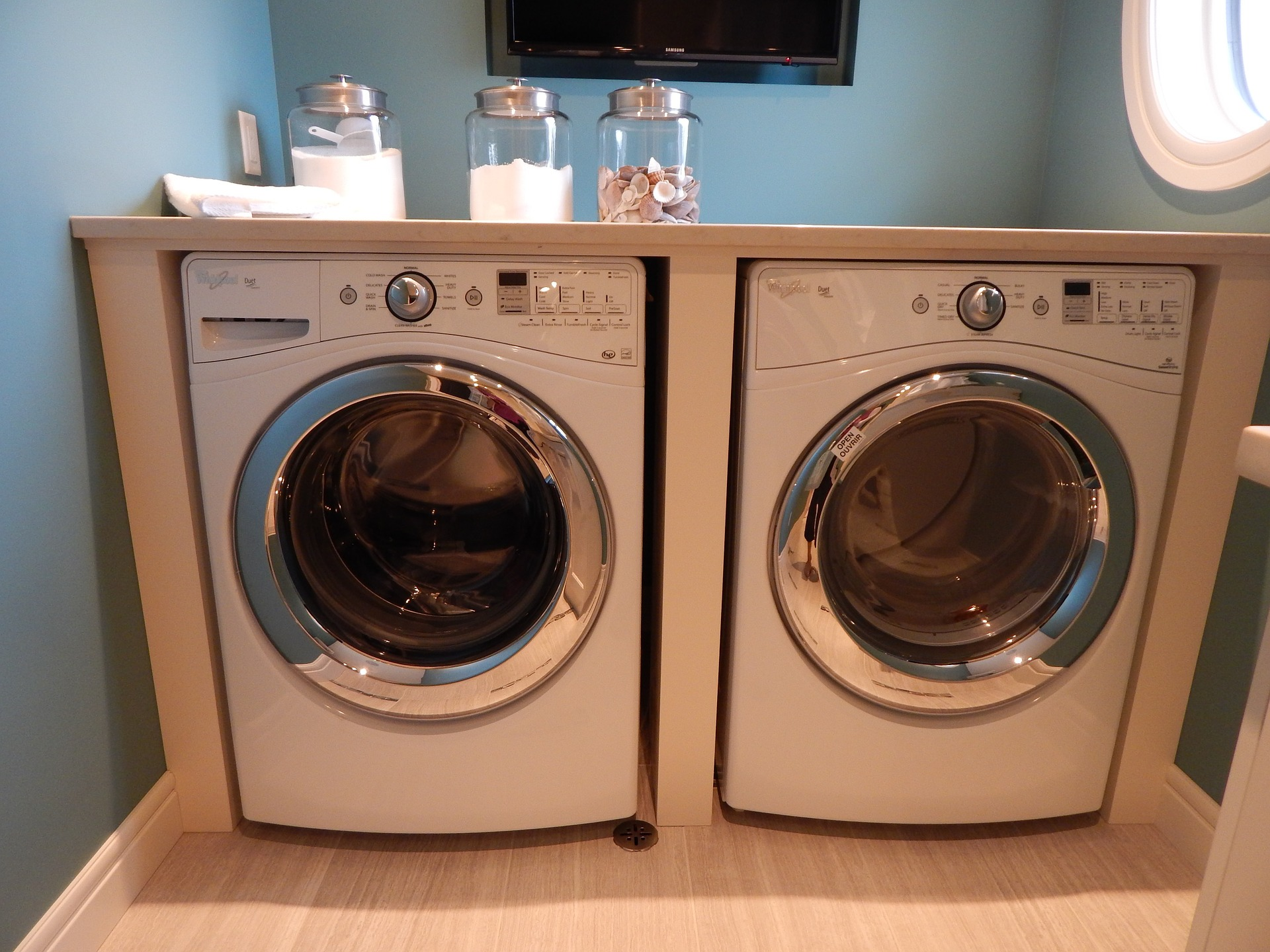
غسالة ومجفف ملابس

هناك اتجاه للتواصل بين الأجهزة المنزلية معًا، والجمع بين عناصر التحكم والوظائف الرئيسية. على سبيل المثال، يمكن إدارة توزيع الطاقة بشكل أكثر اتساقًا بحيث أنه عند تشغيل الغسالة، يمكن أن يدخل الفرن في وضع البدء المتأخر، أو العكس. أو يمكن للغسالة ومجفف الملابس تبادل المعلومات حول خصائص الحِمل (لطيفة / عادية، خفيفة / ممتلئة)، ومزامنة أوقات الانتهاء حتى لا يضطر الغسيل الرطب إلى الانتظار قبل وضعه في المجفف.
بالإضافة إلى ذلك، بدأت بعض الشركات المصنعة للأجهزة المنزلية بسرعة في وضع الأجهزة التي تتيح الاتصال بالإنترنت في الأجهزة المنزلية للسماح للتحكم عن بعد، والأتمتة، والتواصل مع الأجهزة المنزلية الأخرى، والمزيد من الوظائف التي تمكن الطهي المتصل. كانت الأجهزة المنزلية المتصلة بالإنترنت سائدة بشكل خاص خلال أحداث معرض المستهلك الإلكتروني.

## إعادة التدوير

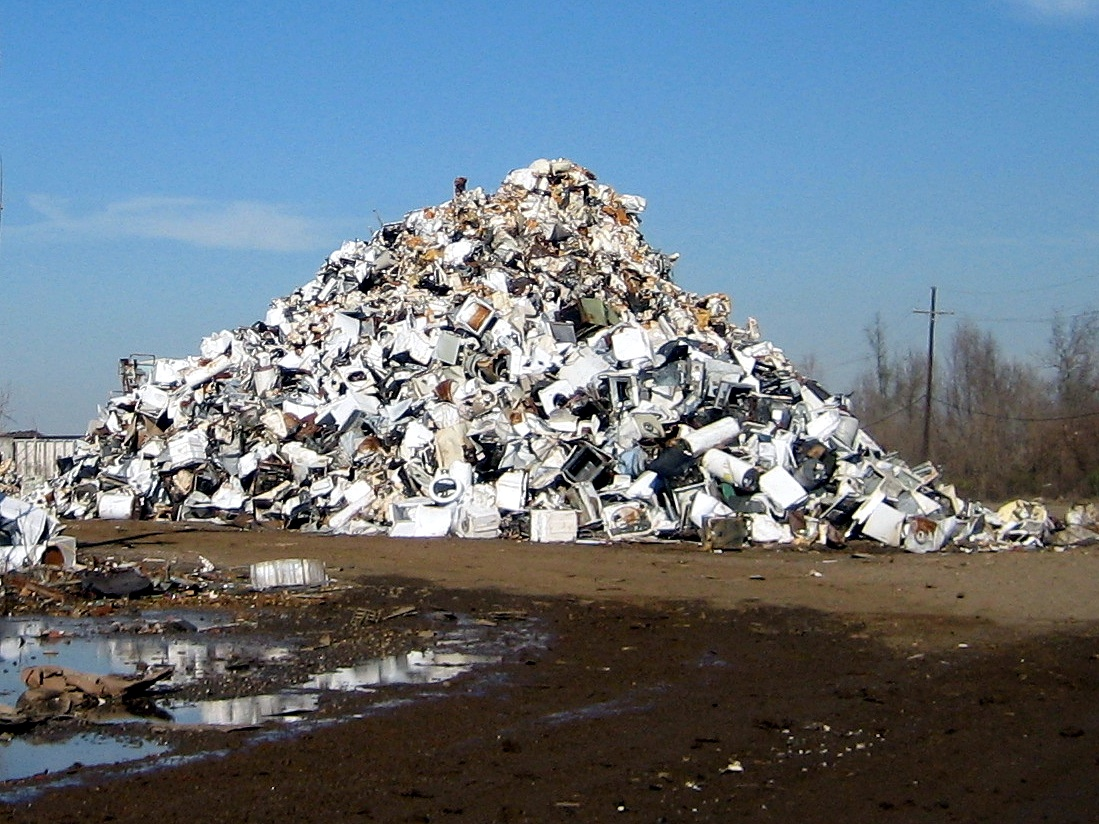
نيو أورليانز بعد إعصار كاترينا : أكوام من الأجهزة القديمة مع عدد قليل من السيارات المحطمة المختلطة، في انتظار التخلص منها

يتم إعادة تدوير الأجهزة بتفكيك الأجهزة المنزلية القديمة واستخدام أجزائها كخردة لإعادة استخدامها. الأنواع الرئيسية للأجهزة التي يتم إعادة تدويرها هي أجهزة التلفزيون والثلاجات ومكيفات الهواء والغسالات وأجهزة الكمبيوتر. يتم تفكيك وإزالة المكونات الخطرة وتدمير المعدات لاستعادة المواد، بشكل عام عن طريق التمزيق والفرز.

## روابط خارجية
- جهاز منزلي على مشروع الدليل المفتوح